# ميكي والر
ميكي والر (بالإنجليزية: Micky Waller)‏ هو موسيقي بريطاني، ولد في 6 سبتمبر 1941 في هامرسميث في المملكة المتحدة، وتوفي في 6 مايو 2008 في لندن في المملكة المتحدة بسبب قصور كلوي.

## وصلات خارجية
- ميكي والر على موقع ميوزك برينز (الإنجليزية)
- ميكي والر على موقع أول ميوزيك (الإنجليزية)
- ميكي والر على موقع أول ميوزيك (الإنجليزية)
- ميكي والر على موقع ديسكوغز (الإنجليزية)